# 威廉·T·斯特恩
威廉·T·斯特恩 CBE FLS （/stɜːrn/，1911年4月16日—2001年5月9日）是一名英國植物學家。他於1911年出生於劍橋，主要靠自學成才，很早就對書籍和自然史產生濃厚的興趣。他最初的工作經驗是在劍橋的一家書店，也曾在大學植物系擔任助理。29歲時，他與艾爾德維斯·露絲·阿爾福德（Eldwyth Ruth Alford）結婚，後來成為他的合作者。
在書店工作期間，他獲得倫敦皇家園藝學會圖書館員的職位（1933年—1952年）。之後，他轉到自然史博物館植物部擔任科學官員（1952年—1976年）。退休後，他繼續在那裡工作、寫作，並在許多與其工作有關的專業機構任職，其中包括倫敦林奈學會，他曾擔任該學會主席。他也作為客座教授在劍橋大學教授植物學（1977年—1983年）。
斯特恩因其在植物分類學和植物學史方面的工作而知名，尤其是古典植物文學、植物插圖以及對瑞典科學家卡爾·林奈的研究。他最著名的著作是植物學名的普及指南《園藝家植物名稱字典》（Dictionary of Plant Names for Gardeners）和《植物拉丁文》（Botanical Latin）。
斯特恩因其工作在國內外獲得許多榮譽，1997年被授予大英帝國司令勳章（CBE）。他被認為是當時英國最傑出的植物學家之一，英國自然歷史學會以他的名字頒發論文獎，並命名了一個淫羊藿屬栽培品種（Epimedium stearnii）。他是命名和描述400多種植物的植物學權威。